# Sawin
Sawin je vesnice v Polsku, ležící v lublinském vojvodství, nedaleko Chełmu. V letech 1975-1998 spadala administrativně do dnes již neexistujícího chelmského vojvodství. Je hlavním sídlem obce (gminy) Sawin.

## Historie
Osada Sawin vznikla již v polovině 14. století. Asi v roce 1492 získala městská práva. Od roku 1795 byl Sawin v rakouském záboru. Od roku 1809 patřil k Varšavskému knížectví a od roku 1815 ke Kongresovému Polsku. Během lednového povstání v roce 1863 došlo v okolí Sawinu k několika potyčkám mezi polskými povstalci a ruskými vojsky. V roce 1869 ztratil Sawin městská práva. Během první světové války Sawin v roce 1915 vypálila ustupující ruská vojska.
V meziválečném období žilo v Sawinu 622 Židů (stav k roku 1921), tedy 48% celkové populace.
Po zahájení druhé světové války v září 1939 došlo v okolí Sawinu k jednodenní bitvě polských oddílů s utočícími Němci. Ke konci války Němci v okolí Sawinu prováděli pokusy s raketami V-2. V okolí obce bylo činné polské partyzánské hnutí. Sawin byl osvobozen ruskými vojsky v červenci 1944.

### Pracovní tábor v Sawinu
V roce 1940 Němci v Sawině založili pracovní tábor pro Židy, kteří sem byli přiváženi z Polska, Československa, Francie, Jugoslávie a Rakouska. Průměrně pobývalo v táboře 1000 osob, celkem jím prošlo asi 3000 vězňů . Mezi jejich hlavní pracovní činnosti patřila výstavba cest a pohraničních opevnění. Regulovali také tok řek Uherka a Lepietucha. Mnoho vězňů zemřelo díky tvrdým pracovním podmínkám, nemocím a hladu. V červnu 1943 byli všichni Židé ze Sawina odvezeni do vyhlazovacího tábora v Sobiboru. Po povstání v Sobiboru bylo na stanici Wehrmachtu v Sawinu zadrženo 6 uprchlých Židů.

## Památky
- pozdněbarokní kostel z 18. století
- židovský hřbitov z 18. století